# Parque de los Venados
El Parque “Francisco Villa”, conocido también como “Parque de los Venados”, es un parque ubicado en la Colonia Portales de la Alcaldía Benito Juárez en la Ciudad de México. Fue construido entre 1952 y 1953, abarca 95 000 m² y en su superficie hay un total de 2682 árboles de 39 especies diferentes.
El proyecto urbanístico original fue llevado a cabo por el ingeniero Juan Manuel Magallanes por encargo del Departamento del Distrito Federal y fue inaugurado por el entonces presidente Adolfo Ruíz Cortines y por el regente del Distrito Federal, Ernesto P. Uruchurtu.

## Historia
El área que ocupa el parque fue el terreno de una ladrillera. Entre 1952 y 1953 se inició su construcción por proyecto de Juan Manuel Magallanes. Fue inaugurado el 18 de julio de 1957.
Su nombre oficial es Francisco Villa en honor al héroe revolucionario, cuya estatua ecuestre se trasladó a ese sitio en los años ochenta, obra de Julián Martínez Soto, cuando hubo que desplazarla de la Glorieta Riviera, con motivo de las obras de ampliación de la línea 3 del Metro.[cita requerida] Sin embargo, es conocido popularmente como "de los Venados" debido a unas esculturas existentes de esas especies en distintos puntos del parque.

## Ubicación
Se encuentra ubicado al sur de la ciudad, en la avenida División del Norte, en la colonia Portales norte, entre las avenidas Municipio Libre (Eje 7 Sur) y Doctor José María Vértiz, en la Alcaldía Benito Juárez.

## Información de interés

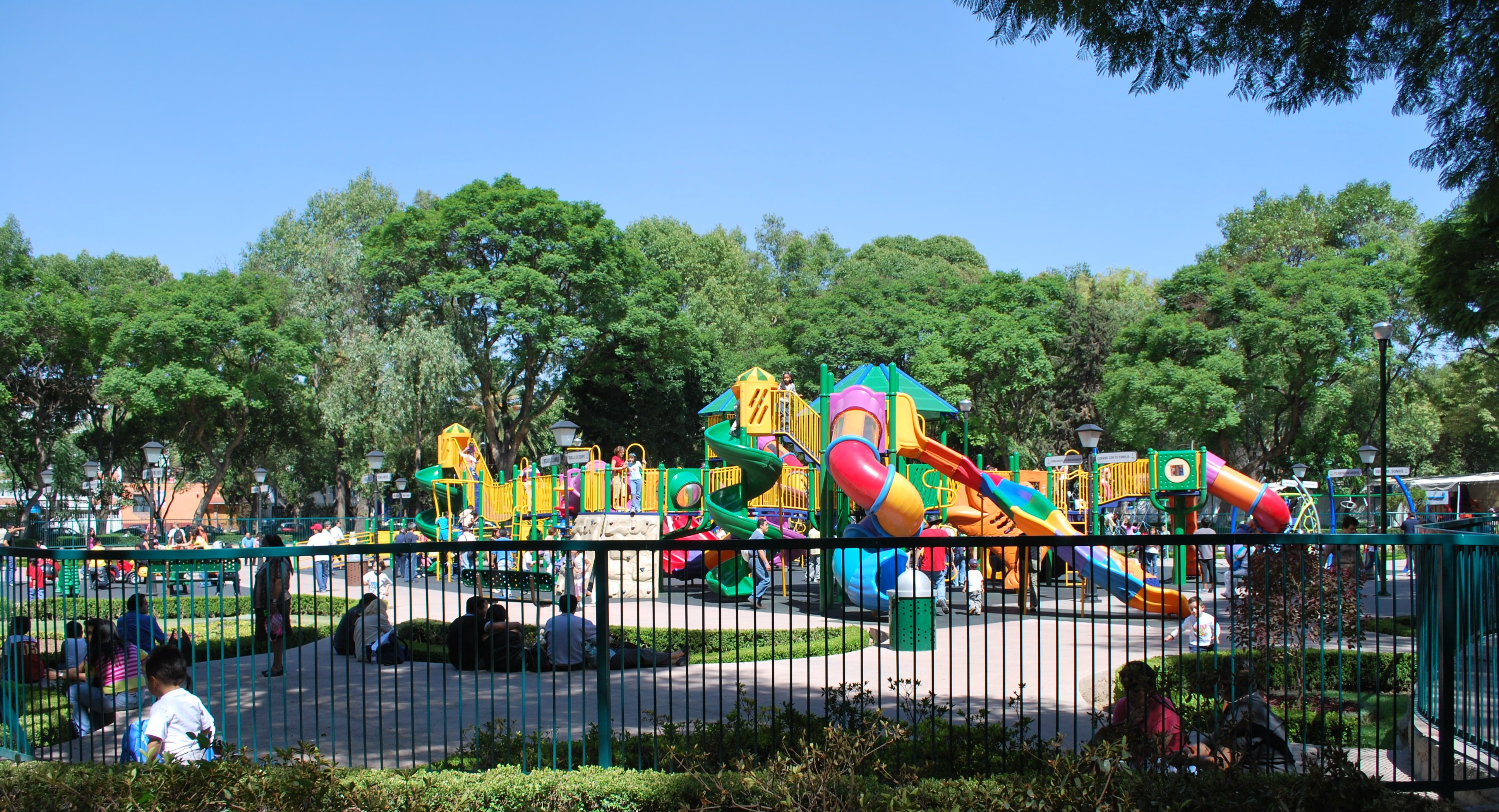
Juegos.

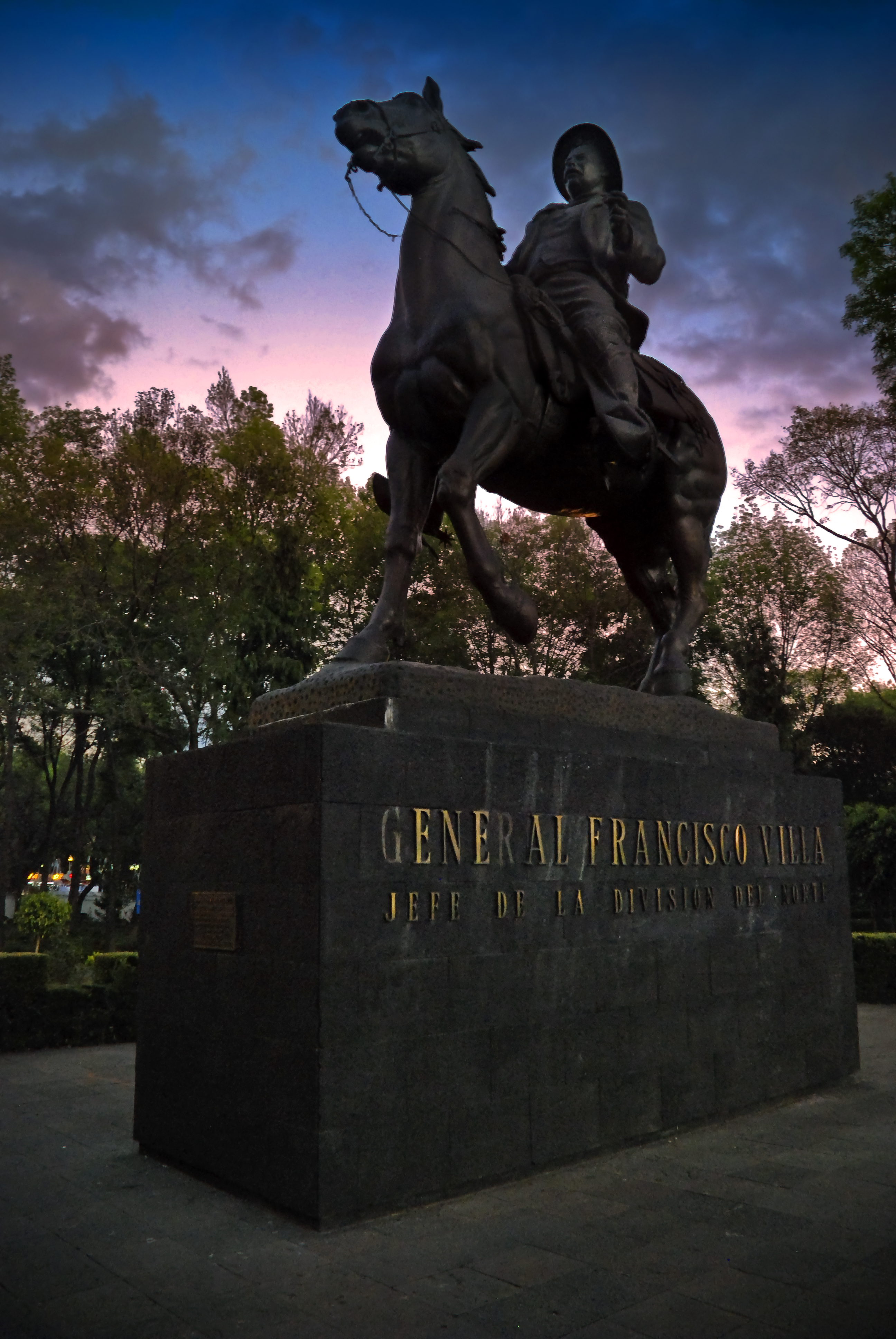
Estatua ecuestre de Francisco Villa.

[El parque Francisco Villa, se encuentra constituido por 18 prados, dividido por andadores que rodean a todas las áreas verdes incluyendo a las áreas recreativas. Por el lado norte el parque está delimitado por la calle Miguel Laurent, en este lado se encuentran dos canchas deportivas, dos fuentes y el teatro popular al aire libre de nombre “Hermanos Soler” en el cual se presentan obras gratuitas y diversos eventos culturales.] Del lado sur se encuentra delimitado por la avenida Municipio Libre (o Eje 7 Sur), se encuentran el área de juegos infantiles, y área de aparatos para ejercitarse. Al oriente se encuentra delimitado por la Avenida doctor José María Vértiz. Al poniente se encuentra delimitado por la Avenida División del Norte y se encuentra la escultura a Francisco Villa. En la esquina norponiente que forman las calles de División del Norte y Miguel Laurent se encuentran ubicados dos edificios: el Planetario Joaquín Gallo y el auditorio "Francisco Gabilondo Soler" perteneciente a la Sociedad Astronómica de México. Al centro se puede localizar una pista de patinaje y un vivero.